# Natalie Steward
Natalie Steward (n. 30 aprilie 1943, Pretoria, Africa de Sud) este o înotătoare ce a reprezentat Regatul Unit al Marii Britanii și al Irlandei de Nord, medaliată olimpică. A participat la o ediție a Jocurilor Olimpice (1960) în care a câștigat două medalii de argint și o medalie de bronz.